# Raduč vára
Raduč vára egy középkori várhely Horvátországban, a Lika-Zengg megyei Lovinachoz tartozó Raduč határában.

## Fekvése
A Gospićtól délkeletre, a Likai karsztmező délkeleti részén, a Velebit-hegység lábánál, a Radučice, Grginca és Mićina-patakok összefolyása felett, a 639 méter magas Gradina nevű magaslaton találhatók maradványai.

## Története
Építői a Mogorović nemzetség tagjai, talán a Petričević-ágból származó Hreljcik voltak, akik itt Radučban voltak birtokosok. A Radučból származó zenggi Jakab bíró, akit Zengg városában említenek a 14. században minden bizonnyal ebből a családból származott. Magának a várnak az első írásos említése egy 1577-ből származó dokumentumban történt, amelyben más, a törökök által abban az évben megszállt várakat is megemlítenek. A vár ábrázolását megtaláljuk Mercator 1627-ben készített térképén is ahol Raduc néven említik. A török uralom alatt a várat a török martalócok egyik parancsnokának székhelyeként emlegetik, mely a ribniki bég alá tartozott.

## A vár mai állapota
A vár egy kör alakú védőtoronyból, valamint egy másik négyszög alakú toronyból és a környező falakkal állt, amelyek körülvették. Mindezt jól láthatjuk Ivan Kukuljević alaprajzán a 19. század közepéről. Ma a domb legtetején egy kerek torony alapjait találjuk. Az alaprajz részben az alapokban, részben csak a terepkonfiguráció segítségével követhető nyomon, de néhol nem lehet a biztosan meghatározni. A négyszögletes toronynak nem található felszíni nyoma, de a kerek védőtorony legszélső részének esetleges régészeti kutatása választ adna a négyzet alakú torony térbeli elhelyezkedésére és a sáncokon belül lehetséges más épületek létezésére. A látható nyomok szerint a vár elég tágas volt.